# Martin Fenin
Martin Fenin [ˈmarcin ˈfɛɲin] (nacido el 16 de abril de 1987 en Cheb, República Checa) es un exfutbolista checo que jugaba como delantero.
En febrero de 2018 anunció de manera oficial su retirada.

## Clubes
| Club                     | País            | Año       |
| ------------------------ | --------------- | --------- |
| FK Teplice               | República Checa | 2003-2006 |
| Eintracht Frankfurt      | Alemania        | 2007-2011 |
| Energie Cottbus          | Alemania        | 2011-2012 |
| Slavia Praga             | República Checa | 2013      |
| FK Teplice               | República Checa | 2014      |
| FC Istres                | Francia         | 2014      |
| Chemnitzer FC            | Alemania        | 2015      |
| FC Zbrojovka Brno sub-21 | República Checa | 2016-2017 |
| FK Varnsdorf             | República Checa | 2017      |